# Otto Reinhold Frenckell
Otto Reinhold Frenckell, född 21 juli 1823 i Åbo, död 2 februari 1880 i Helsingfors, var en finländsk bankdirektör och publicist. Han var son till Johan Christopher Frenckell (1789–1844) och Amalia Ulrika Tillman, bror till Frans Vilhelm von Frenckell och far till Arthur Reinhold Frenckell.
Efter att 1844–1856 varit delägare i J.C. Frenckell & son ägnade sig Frenckell åt ekonomiskt författarskap. Han var ansvarig utgivare för Helsingfors Dagblad 1862–1863 då han blev direktör för Föreningsbanken. 1866 utnämndes han till direktör för Finlands Bank och var 1875-1879 överdirektör i Statskontoret. Frenckell gjorde sig känd som en av liberalismens förkämpar i Finland. Han tilldelades statsråds titel 1879.

## Verk
- Per och Pål (1846)[1]
- Ett fångat lejon (1850)
- Löjtnantens lycka (1850)
- Börsen i Paris, dess historia, inrättning och förvaltning (1858)
- Om det industriela arbetet i dess förhållande till nationalförmögenheten. (1860)